# Marcianos Crew
Marciano es el a.k.a de Sergio Martín Grasso, rapero y MC de Gerli, zona sur del Gran Buenos Aires.
Marciano nació en Argentina, el 20 de diciembre de 1980. Con sus 44 años, sigue rapeando y haciendo lo que le gusta.
Marciano empezó a rapear a los 12 años junto a Dalton steve con sus amigos del barrio. Su primer grupo, Delincuentes del Sur, aportó una canción a Nación Hip Hop II, un compilado de rap nacional editado en 1999, "el primer reconocimiento a este género labrado rústicamente desde los márgenes", dice el diario Página 12.
Marciano decide continuar como solista y en 2005 lanza su primer mixtape, Picante. Este trabajo se destaca por incorporar ritmos latinos y letras cercanas a la cumbia y el rock barrial, mientras que el rap nacional se caracterizaba por su lírica más política y cadencia más cercana al rap español. En 2006 graba el tema Con Calma junto al cantante reggae Fidel Nadal y conoce al productor paraguayo P.Lopez, con quien lanza su primer LP, En P.lotas, en 2005. Las canciones 7 Días y Como Hongos forman parte de la banda sonora de Noche de Perros, película de Nacho Sesma estrenada en el BAFICI 2015.

Su segundo disco, Con las Botas Puestas, se lanzó en 2012. También con producción de P. Lopez, ese álbum incluye una colaboración con Miss Bolivia  y dos con la productora Catnapp. Uno de ellos, Today Tomorrow, fue utilizado en la banda sonora de la película Focus Ese año Marciano graba la canción Acá Estamos para la Diáspora Africana de la Argentina (Diafar), como parte de la Campaña Rap Contra el Racismo, que reunió al líder de Public Enemy, El Chojin, de España, el chileno Juan Pincel (fundador de Tiro de Gracia), el percusionista Eric Bobo (Cypress Hill) y distintos músicos y raperos de Argentina. Marciano además grabó una reversión del célebre tema Fight the Power junto a Chuck D, que aparece en Con las Botas Puestas.  

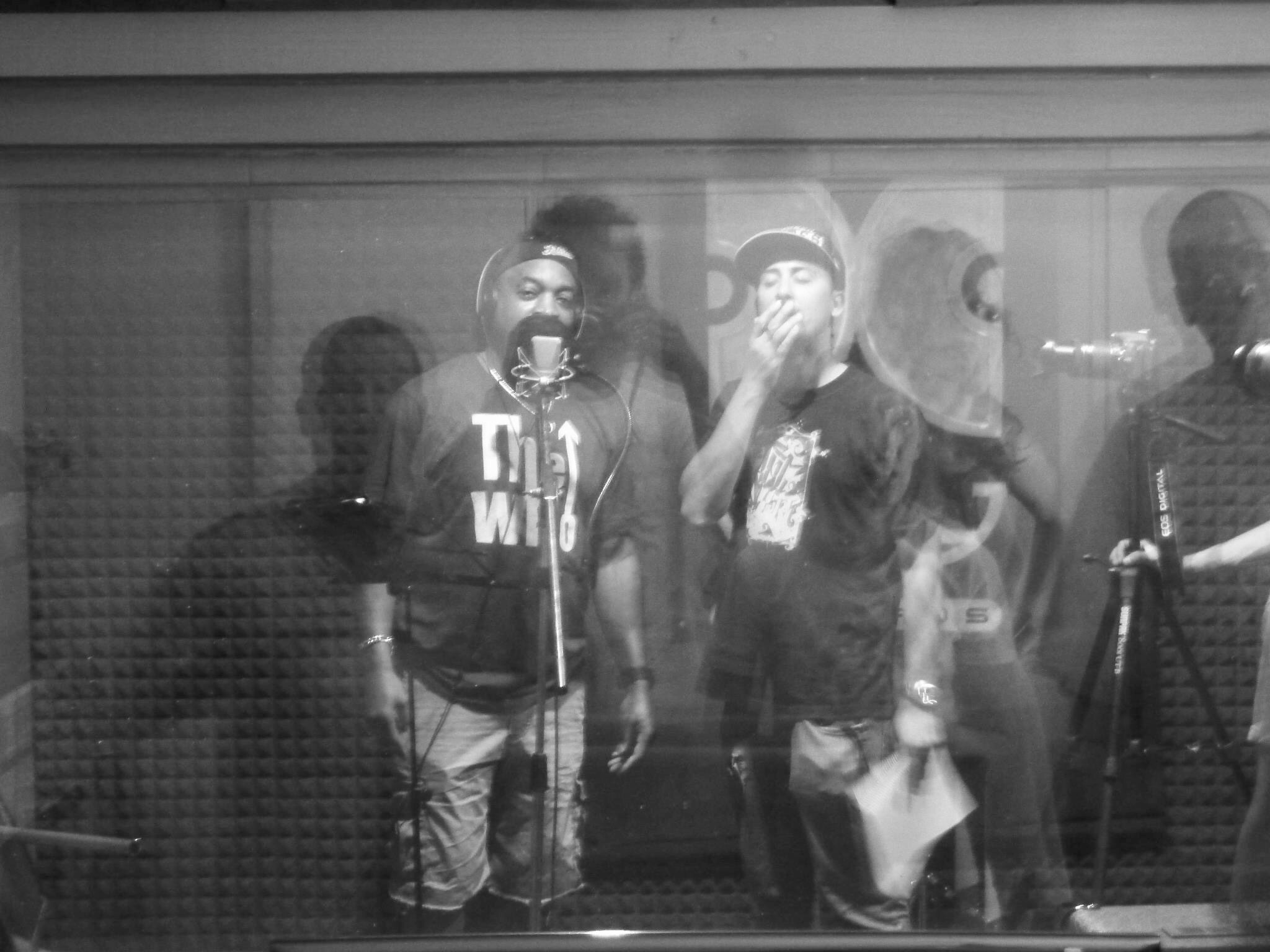
Marciano grabando con Chuck D

En 2013 Marciano se presenta en el Festival Lollapalooza de Chile acompañando a La Zonora Point. En 2014 lanza un nuevo mixtape, Pa'Tu Pelopincho, junto al productor francés Hugo Douster a.k.a King Doudou. Sobre algunas bases de rap, reggae y dancehall que llevaba Doudou en el disco duro, y a las que agregó un poco de reguetón clásico a manera de aderezo, Marciano tejió frases en las que figuran desde las ubicuas parrillas y las chicas de Guardianes de la Bahía hasta auténticos manifiestos antilaburo que resulta difícil no suscribir donde, además, hay rimas memorables como ésta: "el tiempo es oro, mi cosecha vale mucho, yo cuatro veinte full time, me quiero mucho".

El descargo de Cazzu tras las críticas por la pelea de Marciano en su after
En 2019 vuelve a recibir denuncias públicas en redes sociales por violencia de género en un evento de la artista Cazzu en el Teatro Opera, expuestas en diarios y medios importantes nuevamente, donde se le adjudica haber golpeado a una mujer de 18 años y amenazar a jóvenes menores de edad de otros grupos que participaban del propio evento.